# Тиводар Легоцький
Т́иводар Лего́цький (угор. Lehoczky Tivadar, 5 жовтня 1830, с. Фужине, Австрійська імперія (нині община Фужине біля м. Рієка, Хорватія)  — 5 листопада 1915, м. Мукачево) — юрист, археолог, історик, організатор музейної справи, етнограф Закарпаття. Автор численних наукових праць з історії Закарпаття та Угорщини.

## Біографія
Тиводар Легоцький народився в родині лісника-переселенця зі Словаччини.

### Навчання
Народну та середню школу закінчив у Ружомбероку. 1847 року Легоцький розпочав навчання в юридичній академії в Кошицях. У 1848 році був змушений перервати навчання у зв'язку з призовом на військову службу. Після розформування військового корпусу у 1849 році, продовжив навчання. Закінчив юридичну академію у 1851 році.

### Трудова діяльність
1852—1856 роки — працював службовцем у суді. Згодом переїхав до Мукачева.
Протягом 1861–1863 років склав іспити з адміністративного права та угорських цивільних законів.
У 1865 році Тиводар Легоцький зайняв посаду головного прокурора Мукачівсько-Чинадіївської домінії графів Шенборнів, працював на цій посаді до виходу на пенсію 1896.

### Дослідницька діяльність
Практичну діяльність тісно поєднав із дослідницькою роботою. Стояв біля витоків археологічної науки в Угорщині, був членом багатьох наукових закладів: Угорського товариства природодослідників, Угорського етнографічного товариства, Археологічної комісії. Зібрав велику археологічну колекцію. У 1876 році експонати колекції Легоцького були представлені на 8-му міжнародному Археологічному конгресі в Будапешті. У 1907 році організував у Мукачеві музейне товариство, а у власному будинку створив перший у Закарпатті музей історії та побуту краю.
Науковий доробок вченого-дослідника складає 11 монографій та близько 300 статей, які охоплюють цілий комплекс питань з історії Закарпаття від найдавніших часів до початку XX століття. Писав угорською мовою. Основна праця  — «Монографія Березького комітату» (у 3-х т., 1881—1882, назву рукопису виникла вже після смерті автора, первинна назва — «Історичні колоски»). На основі археологічних пам'яток довів, що слов'яни розселилися у Тисо-Дунайській низовині ще до приходу сюди угорців. Досліджував проблеми соціально-економічного розвитку Закарпаття, духовної культури закарпатців та їхньої участі в антигабсбурзьких війнах XVII—XVIII століть та революції 1848–1849. Виступав і як фольклорист, знавець звичаїв та обрядів різних народів Закарпаття.
Здійснив ряд експедицій до Сербії і Румунії. У 1867, 1887 та 1889 роках побував в Італії, Франції, Англії, Німеччині та Швейцарії. У 1888 році — в Малій Азії. Зібрав багатий археологічний, історичний та етнографічний матеріал. У 1907 організував у Мукачеві музейне товариство, створив у власному будинку перший в Закарпатті музей історії і побуту краю. Колекція Легоцького нараховувала близько семи тисяч предметів. Ця колекція була у свій час найбільшою приватною колекцією у всій Австро-Угорщині.

## Праці
- (угор.)Magyar-orosz népdalok. Sárospatak, 1864. (Угорсько-руські пісні)
- (угор.)Tót népdalok. Pest, 1868. (Словацькі пісні)
- (угор.)Bereg vármegye leírása I. Budapest, 1876. (Опис комітату Береґ, том I)
- (угор.)Bereg vármegye monographiája. Ungvár, 1881—1882. (Могографія Березької жупи)
- (угор.)Adatok hazánk archaeologiájához, különös tekintettel Bereg vármegyére és környékére I. — Az őskortól a magyarok bejöveteléig. Munkács (ism. 1893: Századok, Archaeologiai Értesítő, Élet).
- (угор.)Germánok emlékei Munkácsnál. 1897.
- (угор.)Beregmegye és a munkácsi vár 1848-1849-ben. Munkács, 1899. (Березька жупа та Мукачівський замок)
- (угор.)Munkács város új monografiája. 1909. (Монографія про місто Мукачево)
- (угор.)A munkácsi vár rövid története. 1912.

## Вшанування пам'яті
1994 року на будинку у Мукачеві, де мешкав Легоцький Тиводар, було відкрито меморіальну таблицю, яку, на замовлення Шандора Пака (батька відомого підприємця та мецената Імре Пака), виготовив український скульптор-монументаліст угорського походження Матл Петро Євгенович, що дотепер мешкає у цьому будинку.
1995 року у місті Берегово на фасаді будівлі медичного коледжу (в минулому — Березького комітатського управління, в актовій залі якої була презентована монументальна тритомна праця «Монографія Березького комітату») встановлена меморіальна таблиця в пам'ять про Тиводара Легоцького. На пошану вченого названі вулиці в Берегові та Ужгороді. 1 липня 2017 року, в урочищі Мала Гора, що на околиці Берегова, в урочистій обстановці відкрили пам'ятний знак Тиводару Легоцькому
В приміщенні ужгородського замку існує Закарпатський обласний краєзнавчий музей імені Тиводара Легоцького.